# Швеція на зимових Олімпійських іграх 1956
Швеція брала участь у Зимовій Олімпіаді 1956 року у Кортіна-д'Ампеццо (Італія) усьоме. Країну представляли 58 спортсменів (50 чоловіків та 8 жінок) у 8 видах спорту. Швеція здобула 10 медалей (2 золотих, 4 срібні та 4 бронзові), посівши у загальнокомандному заліку 6 місце.

## Медалісти
| Медаль | Спортсмени                                                          | Вид спорту          | Дисципліна                        |
| ------ | ------------------------------------------------------------------- | ------------------- | --------------------------------- |
| Золото | Сікстен Єрнберг                                                     | Лижні перегони      | 50 км (чоловіки)                  |
| Золото | Сігвард Ерікссон                                                    | Ковзанярський спорт | 10 000 м (чоловіки)               |
| Срібло | Сікстен Єрнберг                                                     | Лижні перегони      | 15 км (чоловіки)                  |
| Срібло | Сікстен Єрнберг                                                     | Лижні перегони      | 30 км (чоловіки)                  |
| Срібло | Бенгт Ерікссон                                                      | Лижне двоборство    | Індивідуальні змагання (чоловіки) |
| Срібло | Сігвард Ерікссон                                                    | Ковзанярський спорт | 5000 м (чоловіки)                 |
| Бронза | Стіг Солландер                                                      | Гірськолижний спорт | Чоловічий слалом                  |
| Бронза | Леннарт Ларссон Гуннар Самуельссон Пер-Ерік Ларссон Сікстен Єрнберг | Лижні перегони      | Естафета 4 x 10 км (чоловіки)     |
| Бронза | Соня Рутстрем-Едстрем                                               | Лижні перегони      | 10 км (жінки)                     |
| Бронза | Ірма Юганссон Анна-Ліза Ерікссон Соня Рутстрем-Едстрем              | Лижні перегони      | Естафета 3 x 5 км (жінки)         |

## Гірськолижний спорт
Чоловіки
| Спортсмен      | Змагання           | Перегони 1 | Перегони 1 | Перегони 2     | Перегони 2 | Всього | Всього |
| Спортсмен      | Змагання           | Час        | Місце      | Час            | Місце      | Час    | Місце  |
| -------------- | ------------------ | ---------- | ---------- | -------------- | ---------- | ------ | ------ |
| Ларс Маттссон  | Спуск              |            |            |                |            | 3:50.4 | 32     |
| Стіг Солландер | Спуск              |            |            |                |            | 3:05.4 | 10     |
| Ганс Улофссон  | Гігантський слалом |            |            |                |            | DSQ    | —      |
| Улле Дальман   | Гігантський слалом |            |            |                |            | 3:24.9 | 29     |
| Оке Нільссон   | Гігантський слалом |            |            |                |            | 3:21.4 | 20     |
| Стіг Солландер | Гігантський слалом |            |            |                |            | 3:17.1 | 16     |
| Ганс Улофссон  | Слалом             | DSQ        | —          | —              | —          | DSQ    | —      |
| Оке Нільссон   | Слалом             | 1:39.8     | 29         | 1:57.5         | 11         | 3:37.3 | 14     |
| Улле Дальман   | Слалом             | 1:34.2     | 20         | 2:03.4 (+0:05) | 15         | 3:37.6 | 15     |
| Стіг Солландер | Слалом             | 1:29.2     | 5          | 1:51.0         | 3          | 3:20.2 | 3      |

Жінки
| Спортсмен          | Змагання           | Перегони 1     | Перегони 1 | Перегони 2 | Перегони 2 | Всього | Всього |
| Спортсмен          | Змагання           | Час            | Місце      | Час        | Місце      | Час    | Місце  |
| ------------------ | ------------------ | -------------- | ---------- | ---------- | ---------- | ------ | ------ |
| Віві-Анне Вассдаль | Спуск              |                |            |            |            | 2:08.0 | 42     |
| Інгрід Енглунд     | Спуск              |                |            |            |            | 1:51.8 | 18     |
| Ейвор Берлунд      | Спуск              |                |            |            |            | 1:51.6 | 15     |
| Віві-Анне Вассдаль | Гігантський слалом |                |            |            |            | 2:06.4 | 31     |
| Ейвор Берлунд      | Гігантський слалом |                |            |            |            | 2:04.9 | 26     |
| Інгрід Енглунд     | Гігантський слалом |                |            |            |            | 2:04.5 | 25     |
| Ейвор Берлунд      | Слалом             | DSQ            | —          | —          | —          | DSQ    | —      |
| Інгрід Енглунд     | Слалом             | DSQ            | —          | —          | —          | DSQ    | —      |
| Віві-Анне Вассдаль | Слалом             | 1:31.2 (+0:05) | 35         | 59.6       | 8          | 2:30.8 | 28     |

## Бослей
| Санки | Спортсмени                        | Змагання | Коло 1  | Коло 1 | Коло 2  | Коло 2 | Коло 3  | Коло 3 | Коло 4  | Коло 4 | Всього  | Всього |
| Санки | Спортсмени                        | Змагання | Час     | Місце  | Час     | Місце  | Час     | Місце  | Час     | Місце  | Час     | Місце  |
| ----- | --------------------------------- | -------- | ------- | ------ | ------- | ------ | ------- | ------ | ------- | ------ | ------- | ------ |
| SWE-1 | Улле Аксельссон Тріггве Сундстрем | Двійка   | 1:27.15 | 15     | 1:27.82 | 22     | 1:26.01 | 12     | 1:25.67 | 9      | 5:46.65 | 17     |
| SWE-2 | Свен Ербс Вальтер Аронсон         | Двійка   | 2:29.66 | 23     | 1:25.01 | 11     | DNF     | —      | —       | —      | DNF     | —      |

| Санки | Спортсмени                                             | Змагання | Коло 1  | Коло 1 | Коло 2  | Коло 2 | Коло 3  | Коло 3 | Коло 4  | Коло 4 | Всього  | Всього |
| Санки | Спортсмени                                             | Змагання | Час     | Місце  | Час     | Місце  | Час     | Місце  | Час     | Місце  | Час     | Місце  |
| ----- | ------------------------------------------------------ | -------- | ------- | ------ | ------- | ------ | ------- | ------ | ------- | ------ | ------- | ------ |
| SWE-1 | Улле Аксельссон Еббі Валлен Суне Скагерлінг Гуннар Огс | Четвірка | 1:18.95 | 8      | 1:19.98 | 12     | 1:22.75 | 20     | 1:21.86 | 18     | 5:23.54 | 16     |
| SWE-2 | Челль Гольмстрем Свен Ербс Вальтер Аронсон Ян Лапідот  | Четвірка | 1:20.58 | 14     | 1:20.32 | 15     | 1:21.15 | 15     | 1:21.13 | 14     | 5:23.18 | 13     |

## Лижні перегони
Чоловіки
| Змагання | Спортсмен          | Перегони | Перегони |
| Змагання | Спортсмен          | Час      | Місце    |
| -------- | ------------------ | -------- | -------- |
| 15 км    | Гуннар Самуельссон | 52:39    | 15       |
| 15 км    | Пер-Ерік Ларссон   | 51:44    | 12       |
| 15 км    | Леннарт Ларссон    | 51:03    | 8        |
| 15 км    | Сікстен Єнберг     | 50:14    | 2        |
| 30 км    | Гуннар Самуельссон | 1'48:23  | 11       |
| 30 км    | Леннарт Ларссон    | 1'46:56  | 8        |
| 30 км    | Пер-Ерік Ларссон   | 1'46:51  | 7        |
| 30 км    | Сікстен Єнберг     | 1'44:30  | 2        |
| 50 км    | Інге Лімберг       | 3'10:19  | 12       |
| 50 км    | Артур Ульссон      | 3'10:03  | 11       |
| 50 км    | Стуре Гран         | 3'06:32  | 10       |
| 50 км    | Сікстен Єнберг     | 2'50:27  | 1        |

Естафета 4 x 10 км
| Спортсмени                                                         | Перегони | Перегони |
| Спортсмени                                                         | Час      | Місце    |
| ------------------------------------------------------------------ | -------- | -------- |
| Леннарт Ларссон Гуннар Самуельссон Пер-Ерік Ларссон Сікстен Єнберг | 2'17:42  | 3        |

Жінки
| Змагання | Спортсмен             | Перегони | Перегони |
| Змагання | Спортсмен             | Час      | Місце    |
| -------- | --------------------- | -------- | -------- |
| 10 км    | Барбро Мартінссон     | 41:04    | 14       |
| 10 км    | Анна-Ліза Ерікссон    | 40:56    | 13       |
| 10 км    | Ірма Юганссон         | 40:20    | 7        |
| 10 км    | Соня Рутстрем-Едстрем | 38:23    | 3        |

Естафета 3 x 5 км
| Спортсмени                                             | Перегони | Перегони |
| Спортсмени                                             | Час      | Місце    |
| ------------------------------------------------------ | -------- | -------- |
| Ірма Юганссон Анна-Ліза Ерікссон Соня Рутстрем-Едстрем | 1'09:48  | 3        |

## Фігурне катання
Жінки
| Спортсмен       | CF | FS | Очки   | Місця | Місце |
| --------------- | -- | -- | ------ | ----- | ----- |
| Аліса Лундстрем | 19 | 18 | 136.34 | 206   | 19    |

## Хокей

### Group C
Найкращі дві команди проходять далі
| Місце | Команда   | Pld | W | L | T | GF | GA | Pts |
| ----- | --------- | --- | - | - | - | -- | -- | --- |
| 1     | СРСР      | 2   | 2 | 0 | 0 | 15 | 4  | 4   |
| 2     | Швеція    | 2   | 1 | 1 | 0 | 7  | 10 | 2   |
| 3     | Швейцарія | 2   | 0 | 2 | 0 | 8  | 16 | 0   |

- СРСР 5-1 Швеція
- Швеція 6-5 Швейцарія

### Ігри за 1-е— 6-е місця
| Місце | Команда        | Pld | W | L | T | GF | GA | Pts |
| ----- | -------------- | --- | - | - | - | -- | -- | --- |
| 1     | СРСР           | 5   | 5 | 0 | 0 | 25 | 5  | 10  |
| 2     | США            | 5   | 4 | 1 | 0 | 26 | 12 | 8   |
| 3     | Канада         | 5   | 3 | 2 | 0 | 23 | 11 | 6   |
| 4     | Швеція         | 5   | 1 | 3 | 1 | 10 | 17 | 3   |
| 5     | Чехословаччина | 5   | 1 | 4 | 0 | 20 | 30 | 2   |
| 6     | ФРН            | 5   | 0 | 4 | 1 | 6  | 35 | 1   |

- СРСР 4-1 Швеція
- Швеція 5-0 Чехословаччина
- США 6-1 Швеція
- Канада 6-2 Швеція
- Німеччина (UTG) 1-1 Швеція

| Склад: Ларс Свенссон, Інгве Касслінд, Бертц Зеттерберг, Ларс Бйорн, Оке Лассас, Вільгот Ларссон, Уве Мальмберг, Гольгер Нурмела, Свен Юганссон, Сігурд Бремс, Ганс Еберг, Рональд Петтерссон, Нільс Нільссон, Ларс-Ерік Лундвалль, Стіг Андерссон-Твіллінг, Ганс Андерссон-Твіллінг, Стіг Карллсон. |

## Лижне двоборство
Змагання:
- Стрибки з нормального трампліна (Серед трьох стрибкиів до заліку ідуть найкращі два)
- 15 км лижних перегонів

| Спортсмен      | Змагання      | Стрибки з трампліна | Стрибки з трампліна | Стрибки з трампліна | Стрибки з трампліна | Лижні перегони | Лижні перегони | Лижні перегони | Всього  | Всього |
| Спортсмен      | Змагання      | Дистанція 1         | Дистанція 2         | Очки                | Місце               | Час            | Очки           | Місце          | Очки    | Місце  |
| -------------- | ------------- | ------------------- | ------------------- | ------------------- | ------------------- | -------------- | -------------- | -------------- | ------- | ------ |
| Бенгт Ерікссон | Індивідуальні | 72.5                | 72.5                | 214.0               | 3                   | 1'00:36        | 223.400        | 15             | 437.400 | 2      |

## Стрибки з трампліна
| Спортсмен        | Змагання            | Стрибок 1 | Стрибок 1 | Стрибок 1 | Стрибок 2 | Стрибок 2 | Стрибок 2 | Всього | Всього |
| Спортсмен        | Змагання            | Дистанція | Очки      | Місце     | Дистанція | Очки      | Місце     | Очки   | Місце  |
| ---------------- | ------------------- | --------- | --------- | --------- | --------- | --------- | --------- | ------ | ------ |
| Гольгер Карлссон | Нормальний трамплін | 76.0 fall | 71.5      | 51        | 77.5      | 104.5     | 10        | 176.0  | 41     |
| Ерік Стіф        | Нормальний трамплін | 76.0      | 102.5     | 15        | 75.0 fall | 66.5      | 51        | 169.0  | 44     |
| Брур Естман      | Нормальний трамплін | 76.0      | 102.5     | 15        | 75.5      | 102.0     | 13        | 204.5  | 14     |
| Свен Петтерссон  | Нормальний трамплін | 81.0      | 109.5     | 5         | 81.5      | 110.5     | 5         | 220.0  | 5      |

## Ковзанярський спорт
Чоловіки
| Змагання | Спортсмен        | Перегони   | Перегони |
| Змагання | Спортсмен        | Час        | Місце    |
| -------- | ---------------- | ---------- | -------- |
| 500 м    | Гуннар Стрем     | 44.7       | 42       |
| 500 м    | Сігвард Ерікссон | 44.2       | 37       |
| 500 м    | Бертіль Енг      | 42.6       | 15       |
| 500 м    | Бенгт Мальмстен  | 41.9       | 7        |
| 1500 м   | Гуннар Стрем     | 2:15.6     | 22       |
| 1500 м   | Бенгт Мальмстен  | 2:14.6     | 17       |
| 1500 м   | Бертіль Енг      | 2:13.1     | 11       |
| 1500 м   | Сігвард Ерікссон | 2:11.0     | 6        |
| 5000 м   | Свен Андрссон    | 8:16.9     | 22       |
| 5000 м   | Гуннар Шелін     | 8:06.7     | 12       |
| 5000 м   | Оллє Дальберг    | 8:01.8     | 7        |
| 5000 м   | Сігвард Ерікссон | 7:56.7     | 2        |
| 10 000 м | Гуннар Стрем     | 17:17.0    | 15       |
| 10 000 м | Свен Андрссон    | 17:13.5    | 13       |
| 10 000 м | Оллє Дальберг    | 17:01.3    | 8        |
| 10 000 м | Сігвард Ерікссон | 16:35.9 OR | 1        |